# Belvedere (película)
Belvedere es una película de drama de 2010 de Bosnia y Herzegovina, dirigida por Ahmed Imamović. La película fue seleccionada como la entrada de Bosnia a la Mejor Película en Lengua Extranjera en los 84.ª Premios de la Academia, pero no llegó a la lista final.

## Reparto
- Sadžida Šetić como Ruvejda
- Nermin Tulić como Alija
- Minka Muftić como Zejna